# Cladura flavoferruginea
Cladura flavoferruginea är en tvåvingeart som beskrevs av Osten Sacken 1860. Cladura flavoferruginea ingår i släktet Cladura och familjen småharkrankar. Inga underarter finns listade i Catalogue of Life.

## Bildgalleri

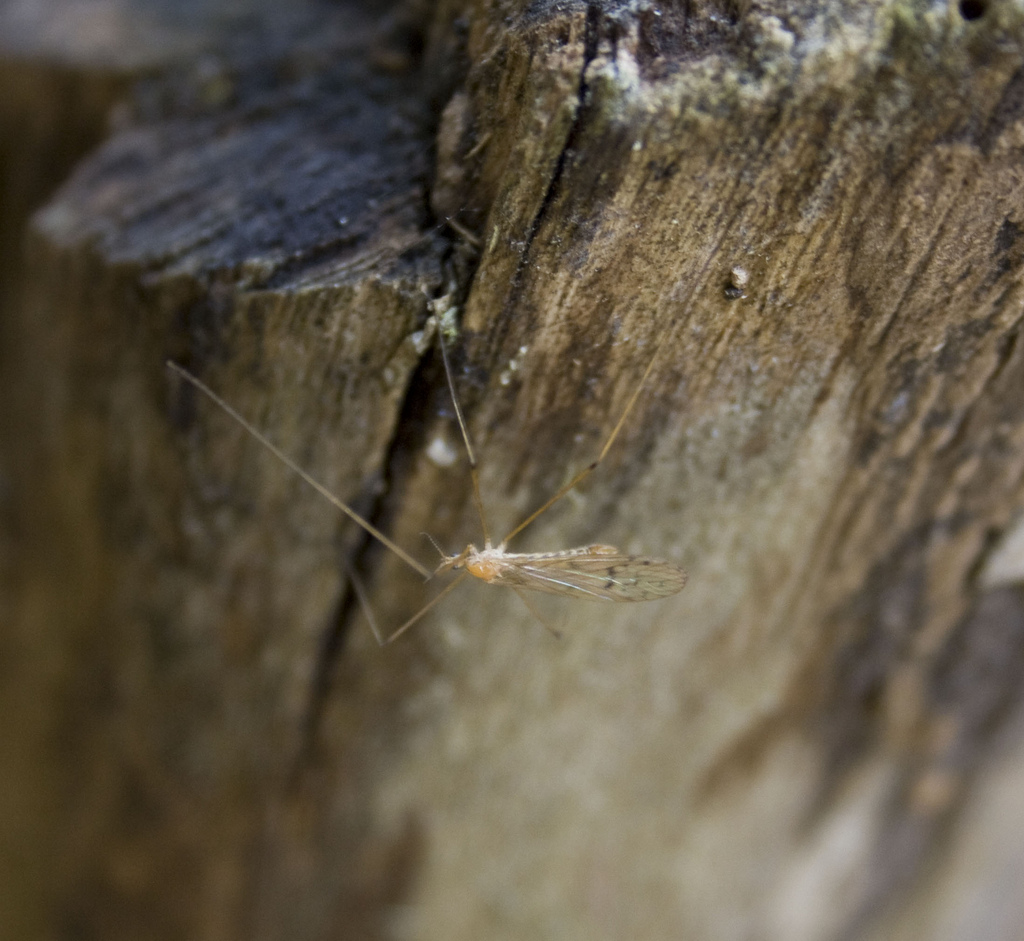
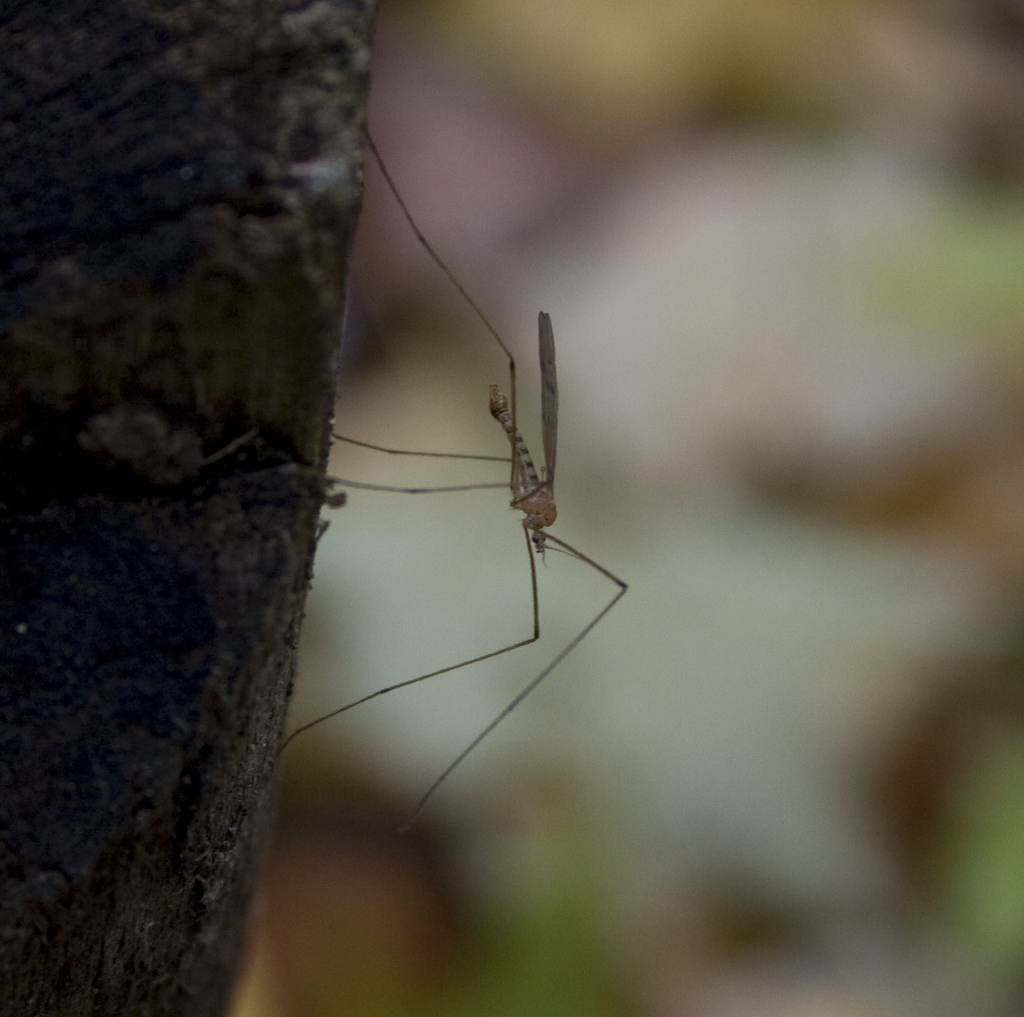